# Brother Louie (Modern Talking)
Brother Louie è una canzone pop incisa dai Modern Talking nel 1986 e facente parte dell'album Ready for Romance. Autore del brano è uno dei due componenti del gruppo, Dieter Bohlen.
Il singolo, pubblicato su etichetta Hansa Records e prodotto da Dieter Bohlen, raggiunse il primo posto delle classifiche in Germania e in Svezia e il secondo in Austria e Svizzera.
Del brano, presente in varie raccolte del gruppo, sono state incise delle nuove versioni nel 1998 e nel 1999.

## Testo
Nel testo, un uomo follemente innamorato di una ragazza invita un suo amico (chiamato "brother Louie") a non intromettersi nella loro storia d'amore.

## Tracce

### 45 giri (versione 1)
1. Brother Louie 3:41
2. Brother Louie (strum.) 4:06

### 45 giri (versione 2)
1. Brother Louie 3:41
2. Do You Wanna 4:06

### 45 giri maxi
1. Brother Louie 5:20
2. Brother Louie (strum.) 4:06

## Video musicale
Nel video musicale, si vede uno dei componenti del gruppo, Thomas Anders, scendere di sera da un'auto d'epoca ed intonare la canzone.
In seguito, mentre si vedono i Modern Talking in un palco attorniati dai fans, il video viene intervallato da alcune scene del film C'era una volta in America.

## Classifiche
| Classifica  | Posizione massima | Nr. di settimane |
| ----------- | ----------------- | ---------------- |
| Austria     | 2                 | 12               |
| Belgio      | 5                 | 13               |
| Francia     | 6                 | 20               |
| Germania    | 1                 | 17               |
| Norvegia    | 8                 | 2                |
| Paesi Bassi | 16                | 9                |
| Svezia      | 1                 | 7                |
| Svizzera    | 2                 | 12               |

## Cover
Tra gli artisti che hanno inciso una cover del brano, figurano (in ordine alfabetico):
- Alisha Chinai (con il titolo Zooby Zooby)
- New Art People
- Modern Love System